# Asestra cabiria
Asestra cabiria là một loài bướm đêm trong họ Geometridae.